# Mr. Smith (album)
Mr. Smith è il sesto album discografico in studio del cantante hip hop statunitense LL Cool J, pubblicato nel 1995.
| Recensione           | Giudizio |
| -------------------- | -------- |
| AllMusic             | [ 1 ]    |
| Robert Christgau     | taglio   |
| Q                    | [ 6 ]    |
| Entertainment Weekly | B        |
| Rolling Stone        | [ 8 ]    |

## Tracce
1. The Intro (skit) – 1:33
2. Make It Hot – 4:31
3. Hip Hop – 5:00
4. Hey Lover (feat. Boyz II Men) – 4:44
5. Doin' It (feat. LeShaun) – 4:53
6. Life As... – 2:44
7. I Shot Ya (feat. Keith Murray) – 3:51
8. Mr. Smith – 3:59
9. No Airplay – 5:43
10. Loungin (feat. Terri & Monica) – 4:12
11. Hollis to Hollywood – 3:58
12. God Bless – 3:47
13. Get Da Drop On 'Em' – 3:57
14. Prelude (skit) – 0:30
15. I Shot Ya (Remix) (feat. Keith Murray, Prodigy, Fat Joe & Foxy Brown) – 5:03

## Classifiche

### Classifiche settimanali
| Classifica (1995-1996)    | Posizione massima |
| ------------------------- | ----------------- |
| Regno Unito               | 90                |
| Stati Uniti               | 20                |
| US Top R&B/Hip-Hop Albums | 4                 |

### Classifiche di fine anno
| Classifica (1996) | Posizione massima |
| ----------------- | ----------------- |
| Stati Uniti       | 28                |